# Azle
Azle [ˈeɪzəl] är en stad (city) i Parker County, och Tarrant County, i Texas. Vid 2020 års folkräkning hade Azle 13 369 invånare.